# Terrence Wilcutt
Terrence W. Wilcutt (31 ottobre 1949) è un ex astronauta statunitense.